# Eidgenössische Volksabstimmung über den Ausbauschritt 2023 für die Nationalstrassen
Mit der eidgenössischen Volksabstimmung über den Ausbauschritt 2023 für die Nationalstrassen wurde am 24. November 2024 über den Bundesbeschluss vom 29. September 2023 über einen Ausbau der Nationalstrassen entschieden. Die Vorlage umfasste Kapazitätserweiterungen von sechs Abschnitten der Nationalstrassen. Da gegen den Bundesbeschluss das fakultative Referendum ergriffen wurde, wurde die Vorlage der Volksabstimmung unterbreitet; sie wurde von 52,7 Prozent der Stimmenden abgelehnt. 

## Inhalt der Vorlage
Mit dem Bundesbeschluss vom 29. September 2023 über einen Ausbau der Nationalstrassen sollen Engpässe im Nationalstrassennetz auf sechs Abschnitten beseitigt werden:
- Region Bern: Der Abschnitt Bern-Wankdorf–Schönbühl der A1 soll auf acht Spuren, der Abschnitt Schönbühl–Kirchberg auf sechs Spuren ausgebaut werden.
- Stadt St. Gallen: Bau einer 3. Röhre des Rosenbergtunnels der A1.
- Stadt Basel: Bau eines Rheintunnels zur Entlastung der Osttangente der A2.
- Stadt Schaffhausen: Bau einer 2. Röhre des Fäsenstaubtunnels der A4.
- Genferseeregion: Ausbau auf sechs Spuren des Abschnittes Le Vengeron (bei Genf)–Coppet–Nyon der A1.

Die Projekte beanspruchen rund 0,53 Quadratkilometer (530'000 Quadratmeter) Land.
Für diese Projekte sind Kosten von 4,9 Milliarden Franken geplant. Die Finanzierung erfolgt aus dem Nationalstrassen- und Agglomerationsverkehrsfonds. Der Fonds wird vom motorisierten Verkehr hauptsächlich über den Mineralölsteuerzuschlag sowie die Autobahnvignette und die Automobilsteuer finanziert. Die sechs Projekte belasten daher den Bundeshaushalt nicht unmittelbar.
Es fallen aber als Folge von Schäden in der Umwelt, bei Unfällen und bei der Gesundheit hohe externe Kosten des Strassenverkehrs an, die durch die Allgemeinheit getragen werden. Im Auftrag des Bundesamtes für Raumentwicklung (ARE) wurden für das Jahr 2021 die Kosten des motorisierten privaten Personenverkehrs mit 21,6 Milliarden Franken berechnet.

## Entstehung des Bundesbeschlusses
Der Bundesrat hat seine Botschaft mit dem Entwurf für den Bundesbeschluss über den Ausbauschritt 2023 für die Nationalstrassen am 22. Februar 2023 der Bundesversammlung unterbreitet.
Der Nationalrat behandelte die Vorlage am 30. Mai 2023. Minderheiten der Kommission für Verkehr und Fernmeldewesen (KVF) beantragten eine Rückweisung an den Bundesrat mit dem Auftrag, die Vorlage «unter Berücksichtigung der umwelt-, klima- und energiepolitischen Ziele des Bundes zu überarbeiten»; der Antrag wurde mit 106 zu 85 Stimmen abgelehnt. Auf Antrag der KVF ergänzte der Nationalrat den Entwurf des Bundesrates mit dem Ausbau des Abschnittes Le Vengeron (Genf)–Coppet–Nyon der A1. Nachdem der Ständerat am 20. September 2023 den Beschlüssen des Nationalrates zugestimmt hatte, verabschiedeten die Räte die Vorlage am 29. September 2023 in den Schlussabstimmungen, der Nationalrat mit 107 zu 87 Stimmen bei 1 Enthaltung und der Ständerat mit 33 zu 6 Stimmen bei 5 Enthaltungen. Im Nationalrat stimmten die Fraktionen der SVP und der FDP.Liberalen geschlossen und die Fraktion der Mitte mit grosser Mehrheit (3 Gegenstimmen) zu; die geschlossenen Fraktionen der SP und der Grünen sowie die Fraktion der GLP (mit Ausnahme einer Enthaltung) lehnten die Vorlage ab.

## Fakultatives Referendum
Gegen den Bundesbeschluss hat der Verkehrs-Club der Schweiz (VCS) das Referendum ergriffen. Die Bundeskanzlei stellte am 22. Januar 2024 fest, dass das Referendum mit 65'377 gültigen Stimmen zustande gekommen ist.

## Argumente Pro und Contra

### Argumente der Befürworter der Vorlage
Parlamentsmehrheit und Bundesrat gehen davon aus, dass die Mobilität der Bevölkerung und der Transport von Gütern ein funktionierendes Strassennetz erfordern. Weil der Verkehr immer mehr zunimmt, sind die Nationalstrassen an verschiedenen Stellen überlastet. Im Jahr 2023 wurden über 48'000 Stunden Stau gezählt. Der damit verbundene Zeitverlust verursache erhebliche Kosten. Die Überlastung der Nationalstrassen führe zu Ausweichverkehr in die Städte, Dörfer und Quartiere und erhöhe das Unfallrisiko. Drei der sechs Projekte schaffen zusätzliche Tunnel-Röhren: Damit würden die nötigen grösseren Unterhaltsarbeiten an den bestehenden Tunnels erleichtert und eine Umleitung des Verkehrs vermieden.
Das befürwortende Komitee beziffert die Kosten infolge Staus auf jährlich 1,2 Milliarden Franken. Die hohe Anzahl an Staustunden erhöhe den CO2-Ausstoss des Verkehrs. Eine Reduktion der Kapazitätsengpässe der Nationalstrassen käme somit auch dem Klima entgegen.

### Argumente der Gegner der Vorlage

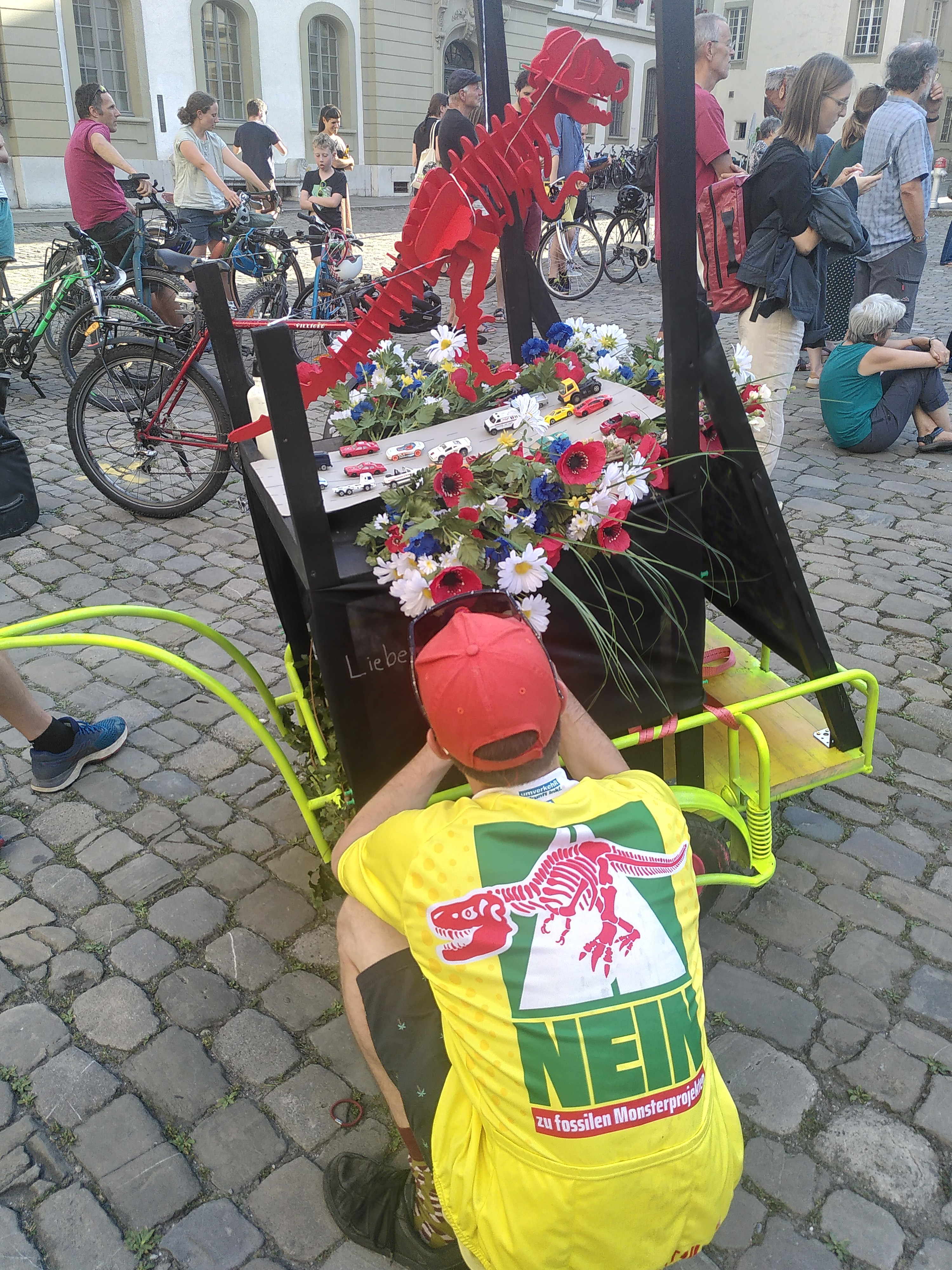
Demonstration gegen den Ausbau der Autobahnen am 23. August 2024 in Bern

Das Referendumskomitee ist der Ansicht, dass die bestehenden Verkehrsprobleme durch den Autobahn-Ausbau nicht gelöst, sondern verschärft werden. Der Bau von breiteren Autobahnen führe erfahrungsgemäss nur kurzfristig zu einer Entlastung. Die zusätzlichen Spuren würden sofort noch mehr Autos anziehen; somit würden nach kurzer Zeit neue Staus entstehen. Der entstehende Mehrverkehr belaste die Quartiere, Dörfer und Städte: Dort beginnt und endet jede Autofahrt über eine Autobahn. Die jahrelangen Baustellen würden den Verkehr stark behindern. Der Autobahn-Ausbau verursache noch mehr Lärm und Luftverschmutzung und führe damit zu enormen Kosten für die Allgemeinheit. Wertvolles Natur- und Kulturland gehe verloren; die Zersiedelung und Zubetonierung der Schweiz werde gefördert. Statt des Autoverkehrs müsse der öffentliche Verkehr und der Veloverkehr gefördert werden.

## Finanzierung der Abstimmungskampagne
Ab 2024 muss die Finanzierung der Abstimmungskampagnen offengelegt werden; die Eidgenössische Finanzkontrolle publiziert die deklarierten Angaben. Die Publikation der Budgets muss spätestens bis am 25. Oktober 2024 erfolgen.
|                                                                        | Annahme (Fr.) | Ablehnung (Fr.) |
| ---------------------------------------------------------------------- | ------------- | --------------- |
| KMU- und Gewerbeverband Kanton Zürich                                  | 90'000        |                 |
| Überparteiliches Komitee «Ja zur Sicherung der Nationalstrassen SG/TG» | 252'500       |                 |
| Nationales Komitee «Ja zur Sicherung der Nationalstrassen»             | 3'922'770     |                 |
| Oui à la troisième voie – Assurer le futur des routes nationales       | 350'774       |                 |
| Greenpeace                                                             |               | 70'000          |
| Grüne Schweiz                                                          |               | 105'000         |
| Sozialdemokratische Partei der Schweiz                                 |               | 307'000         |
| umverkehR                                                              |               | 500'000         |
| Verkehrs-Club der Schweiz (VCS)                                        |               | 1'759'750       |
|                                                                        | 4'616'044     | 2'741'750       |

Stand: 24. November 2024

## Eidgenössische Volksabstimmung

### Abstimmungsfrage
Wollen Sie den Bundesbeschluss vom 29. September 2023 über den Ausbauschritt 2023 für die Nationalstrassen annehmen?

### Abstimmungsparolen
Ja-Parolen:
- Parteien: FDP, Die Mitte, SVP
- Verbände und weitere Organisationen: Economiesuisse, Schweizerischer Gewerbeverband, Touring Club Schweiz

Nein-Parolen:
- Parteien: EVP, GLP, Grüne, SP

- Verbände und weitere Organisationen: Verkehrs-Club der Schweiz, WWF, Pro Natura, Greenpeace, Verein Alpeninitiative, Kleinbauern-Vereinigung

### Resultate der Volksabstimmung
Der Bundesbeschluss wurde von 52,7 Prozent der Stimmenden abgelehnt. Ablehnende Mehrheiten gab es in allen sechs Kantonen der Westschweiz, im Tessin, in der Deutschschweiz in Kantonen mit grösseren Städten (Zürich, Bern, Luzern, Basel-Stadt) und in Bergkantonen (Uri, Obwalden, Glarus und Graubünden). Eher zustimmende Mehrheiten fand die Vorlage in der Deutschschweiz bei der Bevölkerung auf dem Land und in kleineren Städten (Kantone Schwyz, Nidwalden, Zug, Solothurn, Basel-Landschaft, Schaffhausen, Appenzell Ausserrhoden, Appenzell Innerrhoden, St. Gallen, Aargau, Thurgau), wobei die von den Ausbauprojekten direkt betroffenen Städte Schaffhausen und St. Gallen ablehnten.
Gemäss einer Nachbefragung hat sich bei dieser Volksabstimmung ein grosser Unterschied im Abstimmungsverhalten der Geschlechter gezeigt: 61 Prozent der Frauen, aber nur 44 Prozent der Männer haben die Vorlage abgelehnt.